# Ammothea gigantea
Ammothea gigantea is een zeespin uit de familie Ammotheidae. De soort behoort tot het geslacht Ammothea. Ammothea gigantea werd in 1932 voor het eerst wetenschappelijk beschreven door Gordon. 